# 中國電力工程
中國電力工程有限公司，中國機械工業集團有限公司屬下機構，是在1979年當時以中国电工设备总公司成立，主要業務国际工程总承包、国内外火电、水电、输变电、供配电、环境工程、市政公用、工业与民用工程、港口及各类工业工程等，被美國ENR评选的全球工程承包商225强，現任董事長及總裁趙若林。
2008年，被中國機械工業集團有限公司收購本集團，已被國務院批准。